# Dame Grand Cross
Der Begriff Dame Grand Cross bezeichnet, in Analogie zum männlichen Knight Grand Cross, im englischen Sprachgebrauch die höchste Klasse (Großkreuz) eines mehrstufigen staatlichen Verdienstordens, sofern eine Frau damit ausgezeichnet wird.
Für britische Staatsbürgerinnen ist bei den obersten beiden Stufen die Erhebung in den persönlichen Adelsstand verbunden und berechtigt seine Trägerin das Adelsprädikat „Dame“ als Präfix vor dem Vornamen zu tragen. Der Verdienstorden existiert z. B. bei folgenden Ritterorden des Vereinigten Königreichs: 
- Order of the British Empire (GBE)
- Order of the Bath (GCB)
- Order of St. Michael and St. George (GCMG)
- Royal Victorian Order (GCVO)